# Копальня Старбак

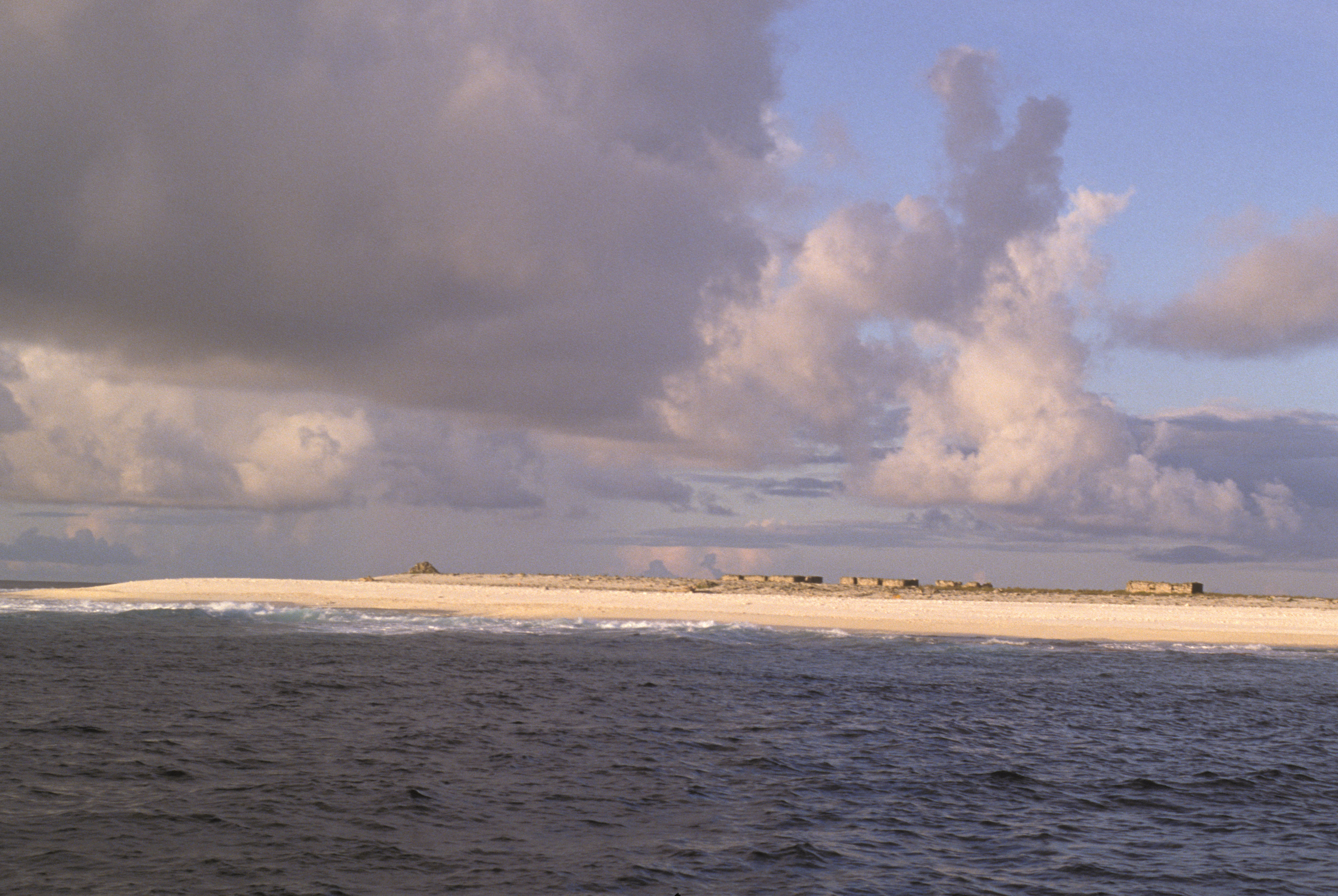
Рештки будівель копальні

Копальня Старбак (Starbuck) – колишній гірничодобувний майданчик у центральній частині Тихого океану на острові Старбак зі складу архіпелагу Лайн (наразі належить державі Кірибаті).
У другій половині XIX століття на тлі зростаючого попиту на добрива велись пошуки та видобуток гуано на численних островах світового океану. Зокрема, в 1860-х роках справа дійшла до виявлених на Старбаку покладів фосфоритного гуано (продукт, що втратив більшість азоту та перетворився на фосфорне добриво),  якими виявили намір зайнятись дві американські компанії – Phoenix Guano Company (що іменувала острів як Barren або Starve) та United States Guano Company (яка ідентифікувала острів як Старбак). Остання, ймовірно, навіть здійснила тут якісь обмежені роботи, проте у підсумку обидва проекти завершились без суттєвих результатів.
Іншими пошукувачами стали два австралійські підприємця, що в 1864 році заявили свої права на ведення розробок. Коміссіонер, який в 1866-му оголосив Старбак британським володінням, визнав обидві заявки та розділив острів навпіл між зазначеними підприємцями. Після цього один з них – Вільям Далді (William Daldy) – почав у 1867 розробку своєї частини, як шляхом найму своїх працівників, так і через залучення Grice, Sumner & Co, що вела розробку гуано на найближчому до Старбаку острові Молден. Цей етап робіт тривав до 1870 року.
В 1870-му якісь права на розробку Старбаку придбала австралійська Houlder Brothers Company, що торгувала добривом під маркою «Coral Queen Guano» (таку назву носило судно, що одним з першим доправило вантаж зі Старбаку), а пунктами призначення при цьому були Австралія та Каліфорнія. Доставку гуано до місця, звідки було найбільш зручно перевантажувати його на судна, організували за допомогою вагонеток, що приводились у рух вітрилами. Далі продукт пересипали у мішки, в яких він і потрапляв на судно, при цьому обсяги цих вантажних операцій могли досягати ста тонн на добу.
Гуано з Страбаку мало невисоку якість, до чого додавались складнощі із завантаженням, так що станом на початок 1880-х розробки на цьому острові вже були закинуті.
Відносно масштабів видобутку можливо відзначити, що станом на жовтень 1872-го поточний власник розробок вже відправив 7 тисяч тонн гуано, а ще 3 тисячі були видобуті та підготовлені до відвантаження.